# Zespół Loeysa-Dietza
Zespół Loeysa-Dietza (ang. Loeys-Dietz syndrome, LDS) – dziedziczony autosomalnie dominująco zespół mający wiele cech wspólnych z zespołem Marfana, spowodowany mutacją w genie transformującego czynnika wzrostu typu 1 albo 2 (TGFBR1, TGFBR2).

## Objawy i przebieg
Najważniejszymi cechami obrazu klinicznego LDS są:
- hiperteloryzm oczny
- rozszczepienie podniebienia albo języczka
- tętniaki i rozwarstwienia ścian tętnic.

Ponadto częste są:
- wady układu kostno-stawowego (skolioza, klatka piersiowa kurza, klatka piersiowa szewska)
- kamptodaktylia
- arachnodaktylia
- wiotkie stawy
- szpotawość stóp
- kraniosynostoza
- wrodzone wady serca (przetrwały przewód tętniczy, ubytek w przegrodzie międzykomorowej)
- bladość skóry, aksamitna gładkość skóry
- łatwość siniaczenia się
- malformacja Arnolda-Chiariego.

Wiele cech zespołu Loyesa-Dietza przypomina fenotyp zespołu Marfana, zwłaszcza zwiększone ryzyko wystąpienia tętniaków aorty.